# نير (لعبة فيديو)
نير (بالإنجليزية: ِNier (video game)) هي لعبة فيديو لعب الأدوار تم تطويرها بواسطة شركة كافا ونشرتها سكوير إنكس للبلاي ستيشن 3 وإكس بوكس 360 في 22 أبريل 2010. في اليابان، تم إصدار اللعبة باسم نير ريبليكانت للبلاي ستيشن 3 مع شخصية رئيسية أصغر سنا في حين تم إصدار نسخة بديلة بعنوان نير الشكل الكلي مع شخصية رئيسية أقدم لجهاز إكس بوكس 360 تم إصدار الشكل الكلي خارج اليابان باسم نير لكلا النظامين الأساسيين. كان ريبليكانت هو الإصدار الأصلي من اللعبة مع إصدار الشكل الكلي الذي تم إنشاؤه بسبب الضغط من الفرع الأمريكي لـ سكوير إنكس تستند المواد التكميلية الصادرة في اليابان إلى ريبليكانت. نسخة محدثة من ريبليكانت بعنوان نير ريبليكانت ver.1.22474487139. تم إعدادها لإصدار عالمي لـ بلاي ستيشن 4 وإكس بوكس One وويندوز في أبريل 2021.
اللعبة عرضية من سلسلة دراكنجارد وتتبع النهاية الخامسة للعبة الأولى، والتي تركت أحداثها كوكب الأرض في حالة من الانحلال. بعد مرور أكثر من ألف عام على ذلك، تضع اللعبة اللاعب تحت السيطرة على بطل الرواية وهو يحاول العثور على علاج لمرض يُعرف باسم الخربشة السوداء، والذي كان يونا إما أخته أو ابنته اعتمادًا على الإصدار استسلم. من خلال الشراكة مع كتاب ناطق يُعرف باسم جريموير وايس يسافر مع شخصيتين أخريين كاينيه وإيمل، حيث يحاول إيجاد علاج وفهم طبيعة المخلوقات المعروفة باسم شاديس التي تطارد العالم. تستعير طريقة اللعب عناصر من أنواع مختلفة من ألعاب الفيديو وتنتقل أحيانًا بينها وبين طريقة اللعب الرئيسية القائمة على لعب الأدوار.
تم تصميم اللعبة بحيث تتمتع بطريقة اللعب التي قد تجذب اللاعبين خارج اليابان حيث يقع مقر شركة كافا بالإضافة إلى ذلك، فإن إصدارة الجشطالت من اللعبة له شخصية رئيسية أقدم للسبب نفسه. قام بتأليف الموسيقى كييتشي أوكابي، رئيس موناكا، استوديو التأليف الموسيقي، وتم إصدار العديد من الألبومات. أطلق سراح نير في استقبال مختلط؛ أشاد المراجعون بالقصة والشخصيات والموسيقى التصويرية واختلطوا في آرائهم حول مدى ارتباط عناصر اللعب المتباينة. تم انتقاد تنفيذ بعض عناصر اللعبة، لا سيما المهام الجانبية، واعتبرت الرسومات دون المستوى المطلوب. على الرغم من ذلك اكتسبت اللعبة شهرة بين اللاعبين بمرور الوقت، وأصبحت عبادة كلاسيكية. تم إصدار تكملة مع طريقة اللعب التي تديرها بلاتينيوم غيمز بعنوان نير: الآلي في عام 2017.

## اللعب
يتحكم اللاعبون في رجل في منتصف العمر في نير الشكل الكلي وصبي مراهق في نير ريبليكانت أطلق عليه اللاعب. وفقا للمخرج يوكو تارو الشخصية ليس لها اسم محدد. يتحكم اللاعب مباشرة في الشخصية الرئيسية من خلال منظور الشخص الثالث للتفاعل مع الأشخاص والأشياء والأعداء في جميع أنحاء اللعبة. يمكن للاعب أيضًا قلب الكاميرا حول الشخصيات، مما يسمح بعرض 360 درجة للمحيط. ينقسم العالم ثلاثي الأبعاد إلى مناطق مفصولة بشاشات التحميل، ويمكن للاعب التحرك بحرية في جميع أنحاء هذه المناطق عن طريق المشي والجري والقفز وتسلق السلالم. في بعض الغرف والمباني، ويقتصر يتأرجح الكاميرا إلى جانب والشخصية الرئيسية للتحرك كما هو الحال في بيئة بلات فورم ثنائية الأبعاد، في حين خلال بعض المعارك الكاميرا تسحب ما يصل إلى محاكاة من أعلى إلى أسفل تبادل لاطلاق النار طب الطوارئ حتى أو الفيديو وغيرها أنواع الألعاب.
أثناء السفر غالبًا ما يتعرض اللاعب للهجوم من قبل الوحوش، والتي تشمل شخصيات غامضة تسمى الظلال والحيوانات الكبيرة والروبوتات. يمنح هزيمة هؤلاء الأعداء نقاط خبرة للاعب يمكن أن تزيد من قوة الشخصية الرئيسية والمال الذي يمكن استخدامه لشراء العناصر. يمكن للشخصية الرئيسية مهاجمة هذه المخلوقات إما بسيف بيد واحدة أو بيدين، أو رمح. يمكن تخصيص هذه الأسلحة للحصول على قدر أكبر من الضرر والقدرات باستخدام مواد يمكن شراؤها أو إسقاطها من الوحوش أو نهبها حول العالم. يمكن الحصول على أنواع مختلفة من كل نوع سلاح. يمكن للاعب أيضًا استخدام التعاويذ السحرية، والتي تتطلب طاقة كافية من كمية متجددة باستمرار للإلقاء. وتشمل هذه التعويذات المقذوفات والقبضات المظللة الكبيرة من بين أشياء أخرى يتم الحصول على تعاويذ جديدة في النصف الأول من اللعبة من خلال إكمال معارك محددة. بالإضافة إلى المخطط الرئيسي يتضمن نير العديد من المهام الجانبية والتي تمنح اللاعب نقاط خبرة وأموالًا بالإضافة إلى قطاعات الصيد والزراعة.

## قصة اللعبة
تبدأ اللعبة بمقدمة خلال صيف عام 2049 في عاصفة ثلجية. في محل بقالة حديث ومتعطل تصد الشخصية الرئيسية هجمات الوحوش الأثيرية لحماية يونا المريضة إما أخته الصغرى أو ابنته، اعتمادًا على النسخة. بعد هزيمة الوحوش يتفقد يونا التي بدأت تسعل بشدة. تنتهي اللعبة بعد ذلك بـ 1312 عامًا حيث تعيش الشخصية الرئيسية ويونا الآن في قرية مبنية على أنقاض بلدة قديمة. القرية منخفضة التكنولوجيا هي واحدة من عدة القرى وتحيط بها أطلال أكثر حداثة مثل بقايا مسارات القطارات والآلات الصناعية. تمتلئ المناطق الواقعة بين المدن بالوحوش المعروفة باسم الظلال التي تهاجم المسافرين.
كما مرض يونا، فإن الشخبطة الأسود، هو محطة الشخصية الرئيسية يحدد لنظرة عن علاج. وجد كتابًا ناطقًا جريموير وايس يقترح أن يتعاون الفريقان لاستخدام سحر فايس وإيجاد علاج لمرض يونا. في بحثهم يصادفون كايني سيدة مزاجية كريهة المزاج. وإميل فتى معصوب العينين تخيف عيناه كل من يرونه. بعد السفر لبعض الوقت هاجمت القرية بظل عملاق؛ بلغت المعركة ذروتها في يونا حيث حمله سيد الظل الذي ظهر فجأة سيد الظل الذي يحمل كتابه الخاص غريموار نير.
ثم تقفز اللعبة خمس سنوات إلى الأمام. تحاول الشخصية الرئيسية والآخرون العثور على الأجزاء الخاصة بالمفتاح الذي يعتقدون أنه سيساعدهم في تحديد موقع شادو لورد وغريموار نير. بعد هزيمة خمسة ظلال وتجميع المفتاح يذهب الفريق لهزيمة شادو لورد. هناك يبدو أن ديفولا وبوبولا الشخصيات التي كانت تقود الشخصية الرئيسية في سعيها، تحاول إيقافهم. يشرحون أنه قبل أكثر من 1300 عام واجهت البشرية الانقراض بسبب مرض عضال. في محاولة للبقاء على قيد الحياة فصلوا أرواحهم عن أجسادهم باستخدام غريموار نير ووايس. لقد خلقوا مستنسخات مقاومة للمرض متماثلة ويهدفون إلى إعادة توحيد الأرواح أو الجشطالت مع الأجسام المقلدة بمجرد موتها؛ ديفولا وبوبولا من أجهزة أندرويد للإشراف على المشروع. بمرور الوقت بدأ المتماثلون في تشكيل هوياتهم الخاصة في حين أن الجشطالت أو الظلال أصبحت عدوانية تجاههم.
الشخصية الرئيسية تهزم الزوج مع إميل ضحى بنفسه لضمان تقدم أصدقائه. المجموعة المتبقية ثم يهزم شادو لورد. تم الكشف عن أن الهوية الحقيقية لـ شادو لورد هي شكل الشكل الكلي للشخصية الرئيسية من المقدمة؛ الشخصية الرئيسية التي كان اللاعب يتحكم فيها في غالبية اللعبة هي المتماثل الخاص به. مدفوعًا لحماية يونا كان أول جشطالت ودمجها مع يونا المتماثلة. ومع ذلك، فإن يونا الأصلية تخبر شخصية الجشطالت الرئيسية أنها تستطيع سماع يونا الجديدة بداخلها، وأنها تحب الشخصية الرئيسية المتماثلة وتستحق الجسد بنفس القدر. تخلت جسدها وتم لم شمل الشخصية الرئيسية ويونا.
إذا لعب اللاعب اللعبة مرة أخرى فسيبدأ بعد تخطي خمس سنوات. يتعلمون عن الماضي كاين، بما في ذلك أنها ثنائية الجنس الذي جنبا إلى جنب مع وفاة والديها أدى إلى النبذ لها عندما كان طفلا، وأنها يملكون جزئيا الظل. يكتسب اللاعب القدرة على فهم ما تقوله الظلال، بما في ذلك الشخص الذي يمتلك كاينيه على الرغم من أن الشخصية الرئيسية في اللعبة وايس، وإيمل لا يزالان غير قادرين على ذلك. يتم أيضًا عرض مشاهد سينمائية إضافية مما يعطي الدوافع والخلفية وراء زعماء الظل الذين قاتلوا ويظهرون كأشخاص واعين يحاولون الدفاع عن أصدقائهم ضد الشخصية الرئيسية. تظهر نهاية المسرحية الثانية أن إيمل نجا من تضحيته، وأن شخصية الشكل الكلي الرئيسية ويوناه يجتمعان في الحياة الآخرة. تقدم عملية اللعب الثالثة أو اللاحقة للاعب خيارًا في النهاية لإنقاذ كاينيه الذي يُنظر إليه على أنه يحتضر في عذاب يمكن للشخصية الرئيسية إما قتلها لإنهاء معاناتها (النهاية الثالثة)، أو التضحية بحياته من أجلها (النهاية الرابعة). لا يؤدي الخيار الأخير فقط إلى محو كل ذكرياته من أذهان الشخصيات الأخرى كما هو موضح في مشهد نهائي نهائي، ولكنه يحذف أيضًا كل التقدم الذي تم حفظه للاعب كما لو لم يتم لعب اللعبة مطلقًا. علاوة على ذلك، إذا أراد اللاعب بدء لعبة جديدة، فلن يتمكن من إدخال نفس الاسم الذي تم اختياره لمرحلة اللعب السابقة للشخصية الرئيسية. تجري أحداث نير: الآلي بعد هذه النهاية.

## تطوير
تم اقتراح المفهوم الذي سيصبح نير لأول مرة بعد إصدار دراكنجارد 2 والكشف عن وحدات تحكم الجيل السابع. كان المفهوم الأصلي لإدخال ثالث في سلسلة دراكنجارد. كان من المفترض أن يكون لجهاز بلاي ستيشن 3 نظرًا لتقليل أهمية بلاي ستيشن 2، والتي تم تصميم دراكنجارد 2 من أجلها. ومع ذلك مع تطور المشروع تمت إعادة صياغة الأفكار الأصلية وأصبحت اللعبة في نهاية المطاف منبثقة من السلسلة الرئيسية. على الرغم من ذلك لا يزال مدير اللعبة يوكو تارو يعتقد أنها لعبة دراكنجارد الثالثة. بما في ذلك تخطيط المفهوم استمر إجمالي وقت التطوير ثلاث سنوات مع قضاء عامين في تطوير اللعبة بالفعل. كان في البداية مشروعًا صغيرًا لكن أثناء التخطيط نمت إلى لعبة لعب أدوار كاملة. تم التعامل مع التطوير بواسطة شركة كافا بمساعدة سكوير إنكس، التي قدمت سابقًا دعمًا لتطوير ألعاب دراكنجارد. كان لدى سكوير إنكس قدر ضئيل من المدخلات في رؤية يوكو لجو اللعبة وقصتها مما سمح له بتحكم إبداعي عالي.
من المقرر أن يتم تعيين نير بعد أكثر من 1000 عام من أحداث نهاية دراكنجارد الخامسة. في هذا السيناريو يسافر بطلا اللعبة كايم وأنجيلوس عبر حدود الأبعاد لمحاربة وحش وحشي. بعد فوزهم في المعركة وقتل الوحش، أسقطتهم طائرة مقاتلة وقتلوا؛ أدى إدخالهم للسحر إلى العالم إلى بحث سحري ينتج عنه الخربشة السوداء. وفقًا لـ يوكو، بعد قصة دراكنجارد المظلمة ركزت يوكو على مواضيع أكثر إيجابية للصداقة والجهود المشتركة. جزء كبير من اللعبة مستوحى من هجمات 11 سبتمبر والحرب على الإرهاب. أخذ يوكو منه فكرة حدث مروع حيث اعتقد كلا الجانبين أنهما كانا يفعلان الشيء الصحيح وأرادوا إظهار وجهات نظر متعددة للاعب لنفس الأحداث. تم استعارة مصطلح «ريبليكانت» من قبل يوكو من فيلم الخيال العلمي بليد رنر لعام 1982، على الرغم من أن يوكو لم تذكر مصدرًا معينًا لاسم نير وتم تمريره على أنه اسم رمزي استمر خلال التطوير.  
تم تصميم الشخصيات من قبل فنان تحت لقب DK تم إنشاء تصميمين لشخصيتين للبطل من أجل نير. اعتقد المطورون أن الجمهور الياباني سيستجيب بقوة أكبر لبطل الرواية الأصغر بينما يفضل الجمهور غير الياباني شخصية نير البالغة. بخلاف تغيير مظهر نير وتعديل بضعة سطور من الحوار لتتناسب مع كون نير أبًا وليس أخًا لـ يوناه لم يقم المطورون بأي تغييرات بين النسختين؛ بينما كان يعتقد في البداية أن نير الأكبر هو التصميم الأصلي للشخصية مقابلة مع يوكو أوضحت أن نير الشاب كان الرؤية الأصلية. خضعت العديد من الشخصيات لتغييرات أثناء التطوير، وبعضها بحاجة إلى القطع: كان هناك في الأصل ثلاثة عشر غريموار، مع قطع جميع الشخصيات باستثناء ثلاثة: تلك التي بقيت كانت وايس ونوير وروبروم. استمدت شخصية إميل من شخصية أنثوية تدعى هالوا، بينما كانت كاينيه في الأصل نوعًا أكثر أنوثة بكثير أخفت طبيعتها العنيفة. اشتق اسم يونا الياباني الأصلي من الاسم التوراتي يونس: لا يمكن أخذ هذا حرفياً في صيغته المحلية بسبب ارتباط الاسم بالرجل، لذلك تم تغيير الاسم إلى «يوناه». صُدمت يوكو في البداية بتصميم كاينيه لكنها استمتعت به وحافظت عليه بنجاح. كانت شخصية كاينيه ثنائية الجنس، حيث شعر الفريق أنها تتناسب مع العديد من الجوانب الأخرى لخلفيتها الجريئة. تسبب مكانة كاينيه باعتبارها ثنائية الجنس في بعض الاضطرابات في المناطق الغربية وهو أمر لم يقصده الفريق بنشاط. نسبت يوكو الاقتراح الأصلي إلى الموظفات العاملات في اللعبة.
تم استلهام عناصر القتال والحركة في نير من سلسلة ألعاب إله الحرب، والتي استمتع بها كل من تارو وسايتو. في حين أن الألعاب لم تكن شائعة في اليابان كما في أمريكا الشمالية، شعر الاثنان أن فكرة وجود معارك بين الرؤساء بأساليب قتالية مختلفة عن المعارك العادية كانت فكرة ستنال إعجاب اللاعبين في كلا المنطقتين. كان الهدف من الأنماط المتغيرة، بالإضافة إلى التغييرات العرضية في زاوية الكاميرا وحركتها، «إبراز الفجوة بين المشهد الحقيقي والحديث وعالم الخيال» باعتباره رابطًا لقصة اللعبة.
تم تصميم اللعبة بحيث يكون لها أسلوب اللعب الذي من شأنه أن يروق للاعبين غير اليابانيين، حيث صرح المنتج سايتو أنهم يريدون الخروج من القتال القائم على القائمة. كانت اللعبة تهدف إلى جذب اللاعبين الأكبر سناً؛ كان القصد منها أن تكون لعبة لعب الأدوار (لعب الأدوار) لسوق أقدم من سلسلة ألعاب الحركة لعب الأدوار كينغدوم هارتس من سكوير إنكس. أثر هذا على قرار امتلاك شخصية رئيسية في الثلاثينيات من عمره للنسخة الدولية، بالإضافة إلى المزيد من الدم والشتائم أكثر من المعتاد في لعبة سكوير إنكس لعب الأدوار. تم تضمين اندماج أساليب اللعب المختلفة كتحية لأنماط وأنواع اللعب السابقة.
كان من المفترض في الأصل أن يكون نير حصريًا على إكس بوكس 360، ولكن بعد أن قرر أيضًا تطوير اللعبة لـ بلاي ستيشن 3، قرر المطورون تقسيم الإصدار الياباني للعبة بشكل أكبر. سيتم إصدار نير الشكل الكلي لجهاز إكس بوكس 360، والذي يضم نير البالغ (كما في الإصدار الدولي لكلتا المنصتين)، بينما نير ريبليكانت، للبلاي ستيشن 3، سيضم نير الشاب. تم إنتاج ترجمات اللعبة - باللغات الإنجليزية والفرنسية والألمانية - أثناء التطوير بحيث يمكن إصدار جميع الإصدارات في نفس الوقت، وبالتالي يمكن لـ شركة كافا وسكوير إنكس التماس التعليقات من أمريكا الشمالية وأوروبا حول اللعبة حتى تجذب اللاعبين خارج اليابان. تم كشف النقاب عن نير رسميًا في يونيو 2009 في معرض الترفيه الإلكتروني 2009 لكل من بلاي ستيشن 3 وإكس بوكس 360 ليتم تطويره بواسطة شركة كافا ونشره بواسطة سكوير إنكس. نظرًا لعنفها الشديد، حصلت اللعبة على تصنيف CERO D في اليابان.

## موسيقى
تم تأليف الموسيقى التصويرية لـ نير من خلال تعاون استوديو موناكا، من إخراج كييتشي أوكابي بما في ذلك كاكيرو إيشيهاما وكيغو هواشي وتاكافومي نيشيمورا من شركة كافا. عمل أوكابي كمؤلف رئيسي ومدير المشروع ككل. تم إحضار اوكابي إلى المشروع عندما تم ابتكار مفهوم اللعبة لأول مرة، وعمل بشكل متقطع على الموسيقى التصويرية على مدار السنوات الثلاث التالية حتى إصداره. كانت موسيقى اللعبة بشكل عام مكونة بشكل منفصل تمامًا عن تطوير اللعبة. تم تصميم الموسيقى لتظهر أشكال مختلفة في تنسيقات مختلفة في جميع أنحاء الموسيقى التصويرية وأيضًا لنقل إحساس بالحزن حتى أثناء المسارات «المثيرة». سُمح لأوكابي بقدر كبير من الحرية فيما يتعلق بالشكل الذي ستبدو عليه الموسيقى؛ كان الطلب الرئيسي لمدير اللعبة يوكو Taro هو أنه يستخدم الكثير من الأعمال الصوتية.
تتألف الموسيقى التصويرية لـ نير إلى حد كبير من مقطوعات صوتية حزينة تتميز بغناء المطربة إيمي إيفانز (إيميكو ريبيكا إيفانز)، مغنية من إنجلترا تعيش في طوكيو. هي مغنية للفرقة freesscape، وعملت سابقًا في ألعاب الفيديو مثل إيتريان أوديسي. بالإضافة إلى الغناء، طُلب من إيفانز كتابة كلماتها الخاصة بلغات مستقبلية. قدم الملحنون لها نسختها الأولية من الأغاني والأسلوب الذي يرغبون في أن تكون فيه اللغة مثل الغيلية أو الفرنسية، واخترعت الكلمات. كتبت إيفانز الأغاني في نسخ من الغيلية والبرتغالية والإسبانية والإيطالية والفرنسية والإنجليزية واليابانية، حيث حاولت أن تتخيل كيف ستبدو بعد 1000 عام من الانجراف.
أصدرت سكوير إنكس ألبومًا صوتيًا للموسيقى من اللعبة بعنوان نير الشكل الكلي وريبليكانت المقطع الصوتي الاصلي، في 21 أبريل 2010. وصل ألبوم الموسيقى التصويرية إلى رقم 24 على قوائم موسيقى أوريكون اليابانية وظل على المخططات لمدة 11 أسبوعًا. كمكافآت للطلب المسبق لـ نير الشكل الكلي ونير ريبليكانت، تم تضمين ألبومين مصغرين نير الشكل الكلي ألبوم صغير ونير ريبليكانت ألبوم صغير. تم نشر ألبوم للموسيقى المرتبة نير الشكل الكلي & ريبليكانت 15 الكوابيس وترتيب المسارات، بواسطة سكوير إنكس في 8 ديسمبر 2010. وصل الألبوم المرتب إلى رقم 59 في قوائم أوريكون الموسيقية، وهو المركز الذي احتفظ به لمدة أسبوع. تم إصدار ألبوم آخر، نيرألبوم تحية -صدى- في 14 سبتمبر 2011، وألبوم بترتيبات البيانو مجموعات البيانو نير الشكل الكلي & ريبليكانت تم نشره في 21 مارس 2012.'

## استقبال
| استقبال |                              |
| --- | ---------------------------- |
| مجموع النقاط المجموع نقاط ميتاكريتيك PS3: 68 / 100 [ 3 ] X360: 67 / 100 [ 4 ] نتائج المراجعة نشرة نقاط 1أب.كوم C- [ 5 ] يورو غيمر 6 / 10 [ 6 ] فاميتسو 34 / 40 [ 7 ] غيم سبوت 5 / 10 [ 8 ] آي جي إن 7 / 10 [ 9 ] آر بي غيمر 4.5 / 5 [ 10 ] آي جي إن 7.3 / 10 [ 11 ] |                              |
| مجموع النقاط |                              |
| المجموع | نقاط                         |
| ميتاكريتيك | PS3: 68 / 100 X360: 67 / 100 |
| نتائج المراجعة |                              |
| نشرة | نقاط                         |
| 1أب.كوم | C-                           |
| يورو غيمر | 6 / 10                       |
| فاميتسو | 34 / 40                      |
| غيم سبوت | 5 / 10                       |
| آي جي إن | 7 / 10                       |
| آر بي غيمر | 4.5 / 5                      |
| آي جي إن | 7.3 / 10                     |

في اليابان باع نير الشكل الكلي أكثر من 12500 نسخة في اليابان في أسبوع إطلاقه بينما باعت ريبليكانت أكثر من 60.000 وكانت لعبة الفيديو الأكثر مبيعًا في اليابان في ذلك الأسبوع. باع ريبليكانت أكثر من 121000 نسخة في اليابان بنهاية مايو 2010، وأنهى العام ببيع أكثر من 134000 نسخة. في عام 2019، قدر يوكو أن نير باع حوالي 500000 نسخة في جميع أنحاء العالم. وفقًا لـ يوكو، «لم نكن حقًا في المنطقة الحمراء، لكنها لم تكن ناجحة أيضًا».
تلقى نير آراء متباينة. انتقد المراجعون الرسومات، حيث قال رايان كليمنتس من IGN إن «أحد أعظم عيوب نير هو المرئيات»، بينما يتحسر كيفن فانورد من غيم سبوت على «المرئيات الخالية من النكهة» و«البيئات المهملة». قال داستن كويلين من موقع 1أب.كوم إن اللعبة «تبدو بدائية تمامًا»، بينما قال أدريان دن أودن من لعب الأدوارأمير، الذي منح اللعبة درجة أعلى من معظم اللاعبين، إن «البيئات رتيبة وسيئة الأداء». تم الإشادة بالموسيقى والتمثيل الصوتي. قال كليمنتس إن «كلاهما ممتاز جدًا»، ووصف دن أودين الموسيقى التصويرية بأنها «رائعة للغاية»، وقال كريس شيلينغ من يورو غيمر إن الموسيقى كانت مليئة «بالموضوعات التي لا تُنسى» ووصفها أحد المراجعين الأربعة لفاميتسو الياباني «قطع أعلاه».   
انقسم المراجعون في آرائهم حول فعالية أساليب اللعب المتعددة المقدمة. قال سيث شيسل من صحيفة نيويورك تايمز إنه في حين أن «هناك الكثير من الألعاب التي تتفوق عليها في كل منطقة»، إلا أن نير جمع كل الأساليب معًا في «وحدة متماسكة ومقنعة» بدلاً من الشعور «بعدم الترابط» وأشاد بشكل خاص بجزء من اللعبة يتم تقديمه بالكامل من خلال النص. ومع ذلك، قال باتريك كولان من IGN Australia، إنه على الرغم من أن الأساليب المختلفة كانت «مثيرة للاهتمام» وواحدة من أكبر نقاط القوة في اللعبة، إلا أنها عانت من ضعف التنفيذ والتماسك وترك اللعبة «مع اضطراب الشخصية المنقسمة». قال كليمنتس أن «أفكار المطورين أحيانًا تتفوق على التنفيذ الفعلي» مع إبراز عناصر اللعب كجزء مما يجعل اللعبة ممتعة. وصف أدريان دن أودن المجموعة بأنها أفضل جزء من اللعبة وشبهها بطاولة البوفيه مع الاعتراف أيضًا بأن أياً من الأقسام لم يكن «مذهلاً» بمفرده ويمكن بسهولة النظر إليه بشكل سيء.
تمت مراجعة القتال المنتظم على أنه صلب، إن لم يكن استثنائيًا ونُظر إلى المهام الجانبية على أنها متكررة، حيث قال كويلين إن «المهام الجانبية في نير تقارب عددهم كما هي بلا عقل تمامًا»، ووصفها فانورد بأنها «سلسلة من الأحداث الرتيبة، غالبًا ما تكون مرتبطة فقط بمسافات طويلة من لا شيء»، ويقول أحد مراجعي فاميتسو إنهم«لا يرون الكثير من الغرض» لهم. قال كليمنتس إن القتال كان «بقدر لا بأس به من الارتياح»، على الرغم من أنه يجب على اللاعبين «ألا يتوقعوا أي شيء غير عادي للغاية»، ووصف كولان المعركة بأنها «عميقة إلى حد ما». أعطى النقاد مراجعة إيجابية بشكل عام للحبكة والشخصيات؛ أحب فانورد معظم الشخصيات لكنه اعتقد أن نير كان لطيفًا وأن القصة «رطبة»، بينما وصف شيزل القصة بأنها «استفزازية» و «عميقة»، قائلاً إنها «تنجح في تعزيز الاستثمار العاطفي في شخصياتها وفي عالمها». قال كويلين أن الحبكة «تأخذ بعض المنعطفات الرائعة والأصلية حقًا» وأن نير لديه «فريق دعم من الأشخاص المثيرين للاهتمام حقًا»، وقال شيلينغ إن القصة جعلت اللعبة «صعبة الكراهية». قال مراجع فاميتسو الذي كان ينظر إلى اللعبة بشكل أفضل إنه «ذهل» بالنهايات المتعددة، وأنه «لا شيء مثل ما تم القيام به في الألعاب»
في عام 2015، وصف جيفري ماتولف من يوروغامر نير بأنه «اللعبة النادرة التي تتحسن مع تقدم العمر». على الرغم من «المبيعات الضعيفة والمراجعات الفاترة»، كتب، اكتسبت اللعبة مجموعة من المتابعين، وعزا ذلك إلى «إحساسها بالدهشة» بسبب سردها المبهم للقصص ومجموعة متنوعة من ميكانيكا اللعبة والمزاج الكئيب.

## ميراث
في 11 مايو 2010، أصدرت سكوير إنكس جزءًا من المحتوى القابل للتنزيل للعبة بعنوان «عالم السفن المعاد تدويرها». تتميز التوسعة الصغيرة بسلسلة من خمسة عشر معركة مع تجسد نير بخلاف تلك الموجودة في الإصدار المحدد من اللعبة. يدخل نير المعارك في عالم الأحلام الذي يمكن الوصول إليه من خلال يوميات في منزله. يقدم التوسيع أزياء وأسلحة جديدة للعبة. وعلق المنتج التنفيذي لشركة سكوير إنكس يوسوكي سايتو في وقت لاحق أن «عددًا من الأشياء» المتعلقة بـ نير كانت قيد التنفيذ وأن الإعلان قد يكون متوقعًا في عام 2011. انتهى الإعلان الوحيد ليس عن لعبة فيديو جديدة من نير ولكن بدلاً من ذلك لحفل موسيقي مسائي مباشر لموسيقى نير بعنوان «نير ليلة مساء من الجنون» والذي أقيم في 28 أكتوبر 2011.
كانت نير كانت آخر مباراة خاضها كافيا. تم استيعاب الشركة في شركتها الأم آيه كيو إنتراكتيف، في يوليو 2010. في مارس 2011، تم وضع خطط بين يوكو وتاكويا إيواساكي أحد المنتجين الأصليين لـ دراكنجارد لتطوير ميناء نير لـ بلاي ستيشن فيتا في شركة أوركا التابعة لإيواساكي. كان من الممكن أن يتضمن المنفذ مواد من كلا الإصدارين من اللعبة. عندما تم اختيار أوركا للمساعدة في تطوير مسعى التنين 10 تم تعليق المشروع. ومن شأن عدد من الموظفين الرئيسيين من تطوير نير بما في ذلك مدير يوكو واوكابي، جمع شمل لاحقا إلى العمل على إدخال جديد (دراكنجارد 3) في سلسلة دراكنجارد من الذي نسج نير قبالة.
تم إصدار تكملة بعنوان نير: الآلي، تم تطويرها بواسطة سكوير إنكس وبلاتينيوم غيمز لبلاي ستيشن 4، في اليابان في 23 فبراير، في أمريكا الشمالية في 7 مارس وفي جميع أنحاء العالم في 10 مارس 2017. تم إصدار إصدار الكمبيوتر الشخصي من نير: الآلي في 17 مارس 2017. تم إصدار إصدار إكس بوكس One في 26 يونيو 2018. عاد يوكو وسايتو وأوكابي إلى أدوارهم السابقة. ومن بين الموظفين الآخرين المنتج أتسوشي إينابا والفنان أكيهيكو يوشيدا. لعبة محمولة نير التناسخ قيد الإنتاج من تطبيق بوت مع عودة يوشيدا لتصميم الشخصيات.
تم الإعلان عن نسخة محدثة من ريبليكانت بعنوان نير ريبليكانت الإصدار 1.22474487139. في مارس 2020 كجزء من احتفالات الذكرى السنوية العاشرة لهذه السلسلة ومن المقرر إطلاقها عالميًا لأجهزة بلاي ستيشن 4 وإكس بوكس ون وويندوز في أبريل 2021. يعود يوسوكي سايتو كمنتج، ويظل يوكو Taro ككاتب مع انتقال دور المخرج إلى ساكي. تتولى Toylogic التنمية. ver.1.22474487139. وقد أكدت لميزة العمل الصوتي اليابانية الجديدة لجعل اللعبة أعرب تماما، وكلاهما موسيقى جديدة وإعادة ترتيبها من الملحن الأصلي.

## روابط خارجية
الموقع الرسمي